# Świątynia Kollatha w Sopocie

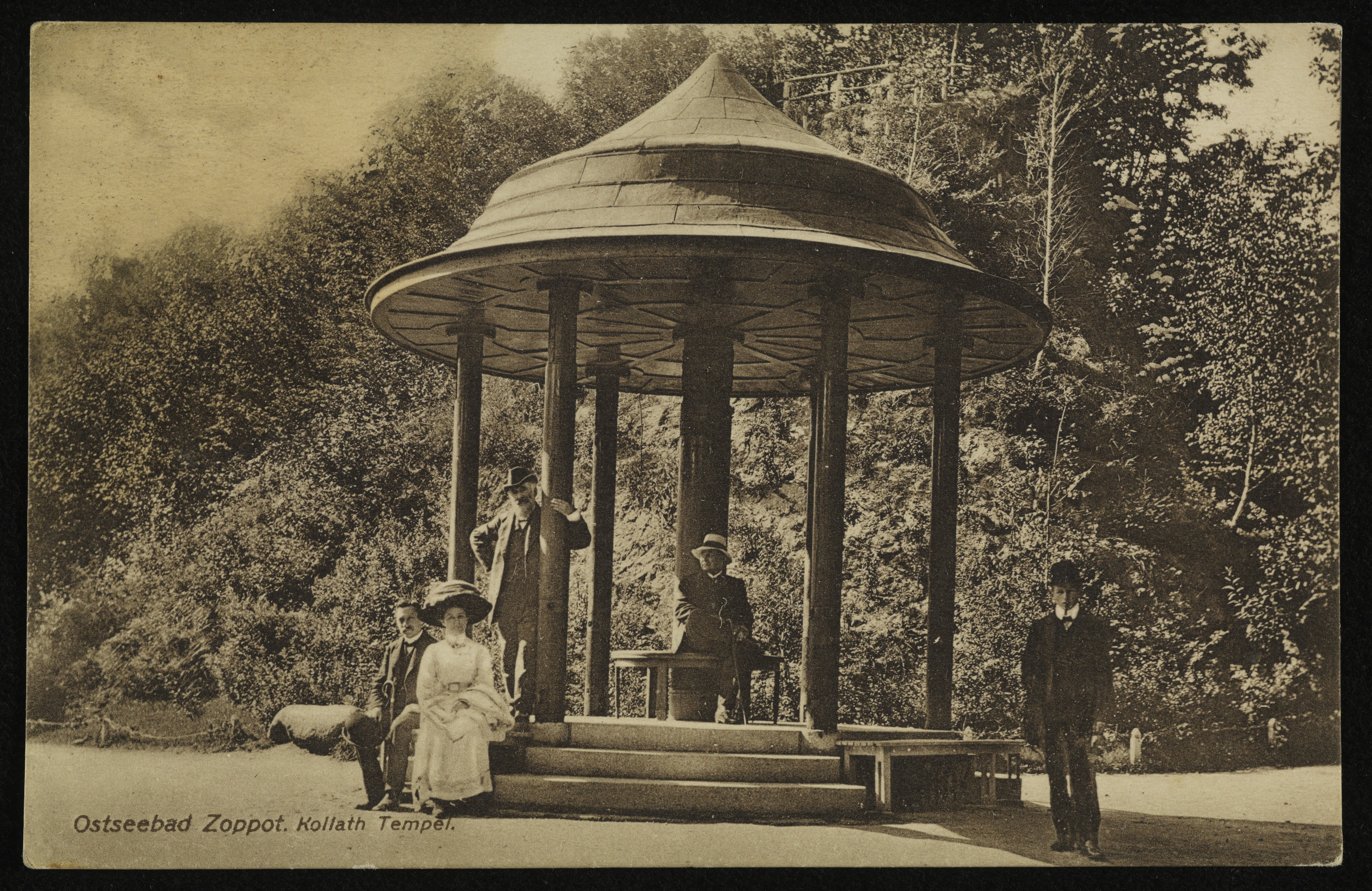
Świątynia Kollatha na niemieckiej pocztówce

Świątynia Kollatha w Sopocie (zwana także Świątynia Dobrego Burmistrza)  – altana w Sopocie, znajdująca się w pobliżu ujścia Sweliny do Zatoki Gdańskiej. Wybudowana w 1908, zburzona w latach 50. XX wieku, odbudowana w 2021.

## Historia
Świątynia Kollatha, nazywana także Świątynią Dobrego Burmistrza, została zbudowana w 1908. Miała być to forma upamiętnienia Johannesa Kollatha, burmistrza Sopotu w latach 1905–1908, zmarłego nagle w wieku 37 lat na zapalenie płuc, a jednocześnie miejsce rekreacji dla mieszkańców i turystów. Została ona ufundowana przez przyjaciela burmistrza, łódzkiego fabrykanta Edwarda Herbsta. Budowla przetrwała I i II wojnę światową, w czasach międzywojennych było to miejsce spotkań mieszkańców Sopotu i Gdyni. W latach 50. XX wieku została podpalona, a następnie rozebrana.
Pomysł odbudowy altany powstał już w 2001. Miała być to forma upamiętnienia 100-lecia nadania praw miejskich Sopotowi. W 2008 próbowano wpisać projekt do planu rewitalizacji Parku Północnego, ostatecznie w 2012 w jej miejscu powstał cokół. Kolejny raz do pomysłu wrócono w 2020. Wtedy to projekt odbudowy zgłoszono do sopockiego budżetu obywatelskiego, nie został jednak wybrany. Ostatecznie władze Sopotu zdecydowały się na rekonstrukcję Świątyni w 2021, na 120-lecie nadania praw miejskich. Odbudowana altana została uroczyście otwarta 21 grudnia 2021.

## Opis budowli
Altana rekreacyjna została wybudowana na planie okręgu. Dach, wykonany z miedzianej blachy patynowanej na kolor zielony, podtrzymywany jest siedmioma kolumnami, wykonanymi z drewna dębowego. Na jednej z kolumn znajduje się napis w języku polskim „Ku pamięci Johannesa Kollatha od jego przyjaciela Edwarda Herbsta”. W środku altany i dookoła niej umieszczono ławeczki. Wersja obecna różni się od poprzedniej innym układem ławek, napisem – dedykacją (oryginalny był w języku niemieckim) i brakiem barierek, dobudowanych w późniejszych latach.